# Iodització
La iodització, o ieisme històric, és un tret històricament propi del bloc oriental de dialectes del català que consisteix en l'articulació com a [j] (i consonàntica) de l'evolució dels grups llatins C'L, G'L, LE, LI (amb i consonàntica), un grup que mai no apareix a principi de paraula. Algunes paraules amb iodització són ull, rella, palla, fulla. En canvi no es produeix iodització en el cas dels mots procedents de L inicial llatina i de la palatalització de LL llatina intervocàlica, els quals es pronuncien /ʎ/ en tots els dialectes: llengua, llum, pell, cavall...
Aquest fenomen té una extensió prou considerable en moltes varietats dialectals de les llengües llatines. En occità per exemple és la forma dominant al dialecte provençal i també és molt estesa en el llenguadocià marítim. Es retroba a més aquesta mateixa iodització en moltes varietats del nord d'Itàlia.

## La iodització en català
En el bloc dialectal occidental els grups consonàntics d'on procedeix la iodització han produït la consonant lateral palatal (lleisme), escrita ll, a partir de l'etapa anterior comuna a tot el català que fou [jl] (escrit antigament yl: mirayl), amb una i consonàntica que després palatalitzà la [l].
La iodització és un tret no recollit per l'ortografia ni en els registres orals formals, en els quals, en aquest punt, se segueix la pronúncia occidental i la grafia corresponent. Fora de les illes Balears la iodització té connotacions rurals, per la qual cosa és en regressió, a l'àrea on encara es conserva. En el català balear la iodització tampoc no s'ha considerat mai adequada en els registres orals més formals ni en l'escriptura, tant que hi ha desaparegut en alguns mots (depenent del subdialecte). Per exemple, no apareix la iodització en meravella, millor, muralla, perill; Fullana, Miralles...
La [j] de la iodització desapareix en contacte amb una e tancada (ullera) i, a Menorca i part de Mallorca, entre vocals (paə), mentre que a la resta de Mallorca es pronuncia [e] semivocal (pae̯ə). Aquests dos fenòmens darrers, però, no tenen relació amb la iodització, atès que es produeixen en el mateix context en paraules sense iodització (reia).
Cal distingir la iodització del ieisme no històric, encara que de vegades són dos mots que s'usen com a sinònims. La comparació amb el francès i l'espanyol pot servir per a distingir-los en cada cas. La [j] de la iodització correspon etimològicament a la ⟨j⟩ castellana (ojo, hoja) o al so escrit en francès ⟨il⟩, ⟨ill⟩ (œil, feuille).
El ieisme pròpiament dit, és a dir, la substitució total del so de /ʎ/ pel de iod, és un fenomen aliè al sistema fonètic català; es dona en un cert percentatge de parlants menors de quaranta anys, però per influència de la fonètica del castellà (llengua, aquesta, en què el ieisme pròpiament dit està força estès i sembla en expansió).
En asturià-lleonès existeix un fenomen paral·lel a la iodització (asturià central i oriental): muyer, aguya. Però no es pot parlar de iodització en francès, atès que en aquest idioma ha desaparegut la distinció de la /j/ amb la lateral mediopalatal sonora /ʎ/.
També es parla de iodització en referir-se al fenomen propi del mallorquí que apareix quan els fonemes [ʃ], [ʒ], [tʃ] i [dʒ] (prepalatals o postalveolars) es pronuncien [j] seguits de consonant (vaig dir, pronunciat vaidí). A més a més, s'anomena iodització el fenomen en què una nasal palatal ([ɲ]) es realitza [jn] si va seguida de consonant (l'any passat, pronunciat laimpassat).